# Ирвин, Джереми
Дже́реми Уи́льям Фре́дрик Смит (англ. Jeremy William Fredric Smith, род. 18 июня 1990, Гамлингей, Кембриджшир) — английский актёр, более известный под именем Джереми И́рвин (англ. Jeremy Irvine).
В 2011 году он снялся в главной роли в эпическом военном фильме «Боевой конь», который в одночасье сделал Ирвина кинозвездой. В 2012 году Ирвин сыграл роль Пипа в экранизации романа Чарльза Диккенса «Большие надежды». Он также получил широкое признание критиков за свою роль в независимом фильме «Сейчас самое время» (2012), который внёс его имя в список быстро восходящих звёзд Голливуда.

## Биография

### Ранние годы
Ирвин родился и вырос в Гамлингей, графство Кембриджшир. Его мать Бриджет является политиком в органах местного самоуправления, а его отец Крис Смит — инженер. У Ирвина есть два младших брата, Лоуренс и Тоби Ирвин, ребёнок-актёр, который сыграл юного Пипа в «Больших надеждах». Сценическое имя Ирвин взял в честь деда. В девятнадцать лет он хотел вступить в британскую армию, однако ему было в этом отказано, когда раскрылось то, что в заявлении Ирвин солгал о сахарном диабете. Он начал играть на сцене в возрасте шестнадцати лет, когда принимал участие в постановках школе «Бедфорд Модерн» в Бедфордшире, где, среди прочего, сыграл Ромео. Позже он поступил в Национальный молодёжный театр.
Завершив годичный подготовительный курс в Лондонской академии музыки и драматического искусства, Ирвин провёл два года, рассылая своё резюме, безуспешно пытался заполучить актёрскую работу. Он почти сдался, прежде чем получил большую роль в «Боевом коне».

### Карьера
До съёмок в фильме Стивена Спилберга «Боевой конь» в 2011 году Ирвин ни разу не садился на лошадь.
В 2012 году Ирвин сыграл в мелодраме «Сейчас самое время», снятой Олом Паркером по мотивам книги Дженни Даунхэм «Пока я жива». Его партнершей по картине стала Дакота Фэннинг. В том же году вышел фильм «Большие надежды» по роману Чарльза Диккенса. Ирвин исполнил в картине роль Пипа. Также в ней сыграли Хелена Бонэм Картер и Рэйф Файнс.
Также, в 2012 году Джереми Ирвину была предложена роль Пита Мелларка в «Голодных играх», но он отказался от участия в картине. То же самое позже повторилось с главной мужской ролью в фильме «Дивергент».
В 2013 году Ирвин заработал репутацию «мастера перевоплощения», сбросив более 11 кг и самостоятельстно выполнив трюки в драме «Возмездие», где его партнерами по съёмочной площадке стали Колин Фёрт и Николь Кидман. Далее он сыграл в таких картинах, как «Ночь в старой Мексике», «Игра на выживание», «Женщина в черном 2: Ангел смерти», «Мир, созданный без изъяна», «Стоунволл», «Фантастическая любовь и где её найти» и «Падшие». В 2018 году Ирвин исполнил роль молодого Сэма Кармайкла в фильме «Mamma Mia! 2», а также сыграл в картине «Клуб миллиардеров».
В январе 2019 года на кинофестивале «Сандэнс» состоялась премьера фантастической мелодрамы «Райские холмы», в которой Ирвин исполнил главную мужскую роль. Главную женскую роль в картине исполнила Эмма Робертс. В России фильм выйдет в начале ноября.

### Личная жизнь
В 2012 году Ирвин находился в отношениях с певицей, Элли Голдинг. В 2016 году он начал встречаться с Джоди Спенсер. В 2022 году он сделал ей предложение.
У Ирвина сахарный диабет 1-го типа.

## Фильмография

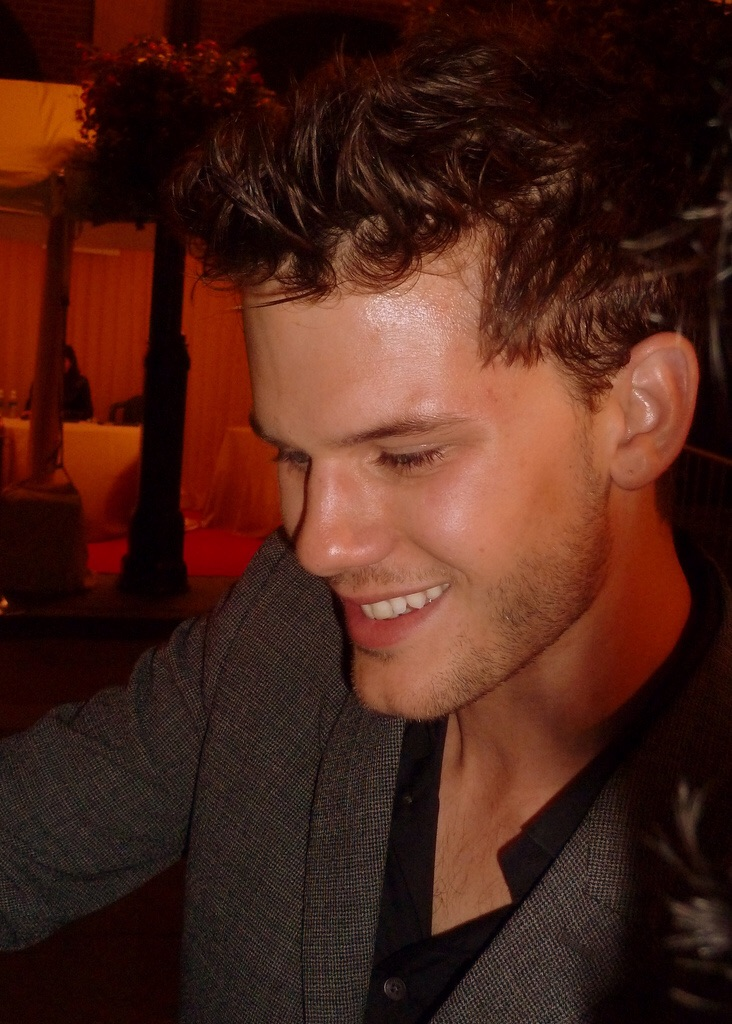
Ирвин на Кинофестивале в Торонто в сентябре 2012 года

| Год  |   | Русское название                     | Оригинальное название              | Роль                 |
| ---- | - | ------------------------------------ | ---------------------------------- | -------------------- |
| 2009 | с | Жизнь кусается                       | Life Bites                         | Люк                  |
| 2011 | ф | Боевой конь                          | War Horse                          | Альберт Нарракотт    |
| 2012 | ф | Сейчас самое время                   | Now Is Good                        | Адам                 |
| 2012 | ф | Большие надежды                      | Great Expectations                 | Пип                  |
| 2013 | ф | Возмездие                            | The Railway Man                    | юный Эрик Ломакс     |
| 2013 | ф | Ночь в старой Мексике                | A Night in Old Mexico              | Галли                |
| 2014 | ф | Игра на выживание                    | Beyond the Reach                   | Бен                  |
| 2015 | ф | Женщина в черном 2: Ангел смерти     | The Woman in Black: Angel of Death | Гарри Бёрнстоу       |
| 2015 | ф | Мир, созданный без изъяна            | The World Made Straight            | Тревис Шелтон        |
| 2015 | ф | Стоунволл                            | Stonewall                          | Дэнни Уинтерс        |
| 2016 | ф | Падшие                               | Fallen                             | Дэниел Григори       |
| 2016 | ф | Фантастическая любовь и где её найти | This Beautiful Fantastic           | Билли                |
| 2017 | ф | Клуб миллиардеров                    | Billionaire Boys Club              | Кайл Билтмор         |
| 2017 | ф | Профессор и безумец                  | The Professor and the Madman       | Чарльз Холл          |
| 2018 | ф | Mamma Mia! 2                         | Mamma Mia! Here We Go Again        | молодой Сэм Кармайкл |
| 2019 | ф | Райские холмы                        | Paradise Hills                     | Маркус               |
| 2019 | ф | Отчаянный ход                        | The Last Full Measure              | Уильям Питсенбаргер  |
| 2021 | ф | Благословление                       | Benediction                        | Айвор Новелло        |
| TBA  | ф | Возвращение в Сайлент Хилл           | Return To Silent Hill              |                      |